# Pitt Sound Island
Pitt Sound Island is een onbewoond eiland van 11 km² in de Canadese provincie Newfoundland en Labrador. Het eiland ligt in Bonavista Bay, een grote baai aan de oostkust van het eiland Newfoundland.

## Geografie
Pitt Sound Island is met 11,16 km² het derde grootste eiland van Bonavista Bay. Pitt Sound Island is 7,6 km lang langsheen zijn zuidwest-noordoostas en is op 2,4 km breed op het breedste punt.
Het ligt zo'n 5 km voor de kust van Newfoundland in een deel van de baai dat bezaaid ligt met vele tientallen kleine eilanden. Het grootste eiland van de baai, Cottel Island, ligt slechts een kilometer ten zuidoosten van Pitt Sound Island. Andere naburige eilanden zijn het zuidelijk gelegen Lakeman Island, het zuidwestelijk gelegen Burnt Island en het westelijk gelegen Lockers Flat Island.